# Ducado de la Roca
El ducado de la Roca es un título nobiliario español creado el 21 de abril de 1792, con Real Despacho del 24 de marzo de 1793 por el rey Carlos IV de España a favor de Vicente María de Vera de Aragón y Enríquez de Navarra, VII conde de la Roca, I marqués de Peñafuerte, I conde del Sacro Romano Imperio. El ducado de la Roca se crea por elevación del condado de la Roca, que se había creado en 1628 y a cuyo título Carlos III de España le otorgó la grandeza de España el 10 de enero de 1769.

## Duques de la Roca
|                                     | Titular                                                    | Periodo                |
| Creación por Carlos IV              | Creación por Carlos IV                                     | Creación por Carlos IV |
| ----------------------------------- | ---------------------------------------------------------- | ---------------------- |
| I                                   | Vicente María de Vera de Aragón y Enríquez de Navarra      | 1793-1813              |
| II                                  | Victoria María Teresa de Vera de Aragón y Nin de Zatrillas | 1813-1855              |
| III                                 | Vicente Ferrer del Alcázar y Vera de Aragón                | 1858-1878              |
| IV                                  | Santiago del Alcázar y Nero                                | 1879-1891              |
| V                                   | Juan Gualberto del Alcázar y Nero                          | 1892-1935              |
| Rehabilitación por Francisco Franco |                                                            |                        |
| VI                                  | María del Milagro Hurtado de Amézaga y Collado             | 1950-1976              |
| VII                                 | Fausto de Saavedra y Collado                               | 1976-1980              |
| VIII                                | Jacobo Hernando Fitz-James Stuart y Gómez                  | 1983-actual titular    |

## Historia de los duques de la Roca

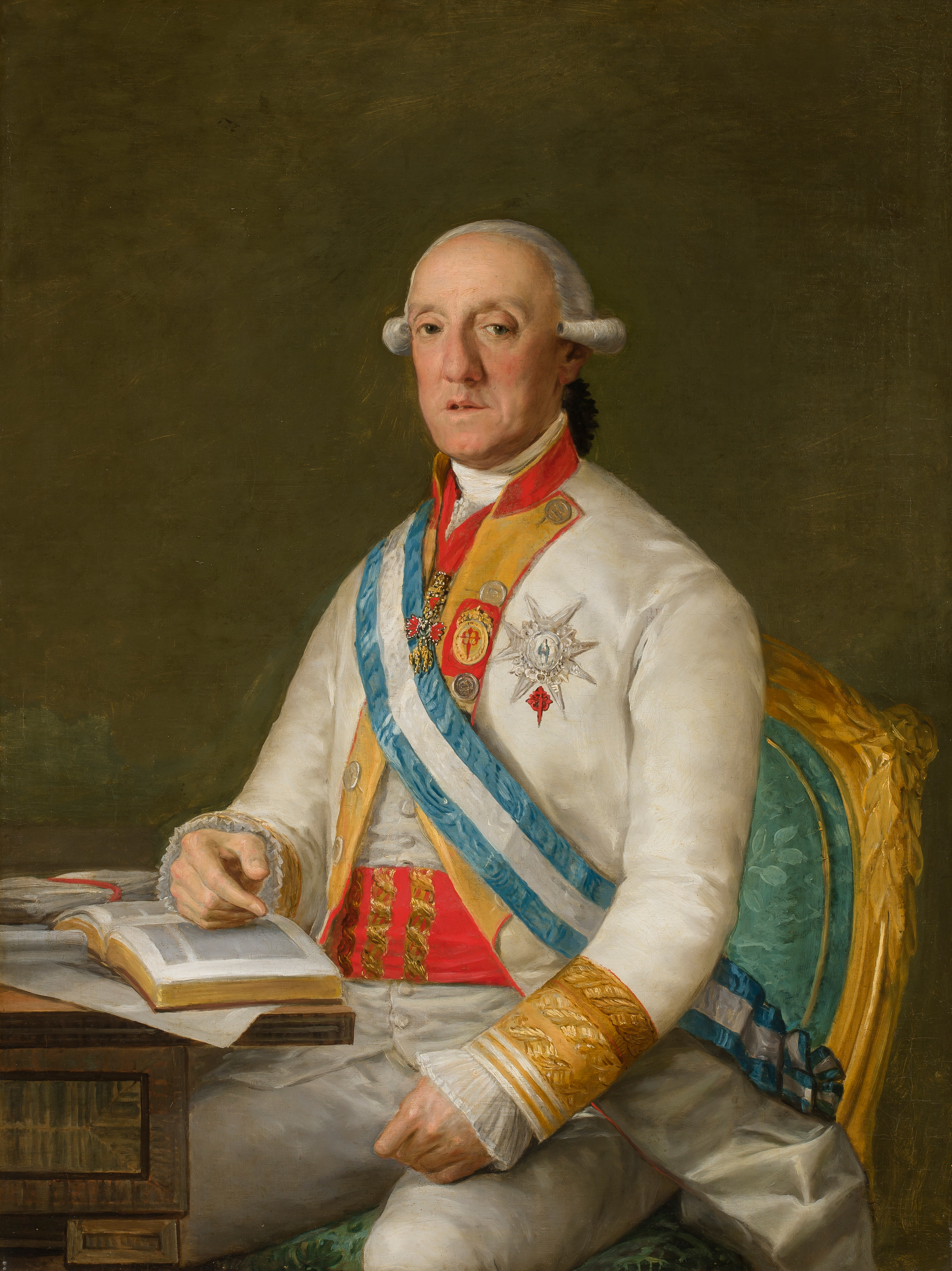
Retrato del primer duque de la Roca por Goya, c. 1795

- Vicente María de Vera de Aragón y Enríquez de Navarra (Mérida, 2 de julio de 1731-Madrid, 5 de abril de 1813), I duque de la Roca, grande de España,[2] V  marqués de Peñafuente.

Contrajo matrimonio el 10 de diciembre de 1747 con Francisca Bejarano del Águila, IX  marquesa de Villaviciosa, marquesa de Sofraga, IX condesa de Requena, condesa de Montalvo y vizcondesa de Monterrubio. Los dos hijos de este matrimonio, Manuel María (m. 8 de marzo de 1784) y Vicente Javier de Vera Ladrón de Guevara (Mérida, 29 de octubre de 1753-5 de noviembre de 1800) fallecieron en vida de sus padres. Vicente Javier contrajo matrimonio con Mariana Nin de Zatrillas y Sotomayor, VI  duquesa de Sotomayor, grande de España, y IX condesa de Crecente. Le sucedió su nieta, hija de Vicente Javier:
- María Teresa de Vera de Aragón y Nin de Zatrillas (Madrid, 15 de febrero de 1798-Madrid, 28 de diciembre de 1855), II duquesa de la Roca,[2] X marquesa de Villaviciosa, VI marquesa de Peñafuente, marquesa de Coquilla, marquesa de Sofraga, XI condesa de Requena y condesa de Montalvo.

Contrajo matrimonio con Juan Gualberto del Alcázar y Venero Bustamante, VI marqués del Valle de la Paloma. Le sucedió su hijo:
- Vicente Ferrer del Alcázar y Vera de Aragón (Madrid, 10 de febrero de 1820-Madrid, 25 de julio de 1878), III duque de la Roca,[2] XI  marqués de Villaviciosa, marqués del Valle de la Paloma, VIII marqués de Tenorio, marqués de Coquilla y XII conde de Requena.[5]

Casó el 25 de agosto de 1841 en Madrid con María de la Concepción del Nero y Salamanca (Madrid, 8 de diciembre de 1820-1889), hija de Felipe del Nero y Acevedo, conde de Castroponce y conde de Torrehermosa, y de Lorenza de Salamanca y Martínez de Pisón. Le sucedió su hijo:
- Santiago del Alcázar y del Nero (Madrid, 10 de septiembre de 1846-París, 30 de noviembre de 1891),[6] IV duque de la Roca, marqués del Valle de la Paloma, marqués de Sofraga, IX marqués de Tenorio y XIV conde de Requena.[7][8]

Soltero, sin descendientes, le sucedió su hermano:
- Juan Gualberto del Alcázar y del Nero (1849-1935), V duque de la Roca[2] y conde de Castroponce.

Soltero, sin descendientes, le sucedió la hija de su sobrina Berenguela Collado del Alcázar:
- María del Milagro Hurtado de Amézaga y Collado (1889-30 de octubre de 1975), VI duquesa de la Roca,[2] IV marquesa de la Laguna, marquesa de Sofraga, III vizcondesa de Jarafe.

Casó, el 6 de diciembre de 1923, con Juan Pérez de Guzmán y Sanjuan, V conde de la Marquina. Sin descendientes, le sucedió su primo hermano, hijo de José Saavedra, marqués de Viana y conde de Urbasa, y de su esposa Mencía del Collado, marquesa del Valle de la Paloma:
- Fausto de Saavedra y Collado (San Sebastián, 8 de julio de 1902-Madrid, 12 de mayo de 1980),  VII duque de la Roca,[9][2] V marqués de la Laguna, III marqués de Viana, marqués del Valle de la Paloma, III conde de Urbasa, conde de Castroponce, IV vizconde de Jarafe y XI marqués de Coquilla.

Contrajo matrimonio, el 12 de diciembre de 1927, con Sofía de Lancaster y Bleck, portuguesa, hija de los condes de Lousão. Sin descendientes, le sucedió su sobrino nieto, nieto de su hermana Carmen de Saavedra y Collado, casada con Hernando Carlos Fitz-James Stuart y Falcó:
- Jacobo Hernando Fitz-James Stuart y Gómez (nacido en 1947), VIII duque de la Roca desde el 24 de enero de 1983,[1][2] XVIII duque de Peñaranda de Duero, XIV marqués de Villaviciosa, IV marqués de Viana, IX marqués de Coquilla, marqués de Sofraga, VI marqués de la Laguna, XIII conde de Montijo, IV conde de Urbasa y conde de Torrehermosa.[1]